# Serge Olene
Serge Olene est un homme politique congolais (RDC) et membre du gouvernement Lukonde IIen RDC.